# Jost Kramer
Jost W. Kramer (* 11. März 1960 in Pinneberg; † 12. Februar 2012) war ein deutscher Betriebswirt.
Nach einer Ausbildung zum Bankkaufmann bei der Hamburger Sparkasse studierte Kramer von 1982 bis 1987 Volkswirtschaft und Politikwissenschaft in Marburg (Lahn) und Lincoln (Nebraska). Danach war er drei Jahre lang als wissenschaftlicher Mitarbeiter bei Eberhard Dülfer an der Philipps-Universität Marburg tätig, bevor er ab 1991 Geschäftsführer des Instituts für Genossenschaftswesen an der Humboldt-Universität zu Berlin und von 1996 bis 1997 Geschäftsführer des Instituts für Genossenschaftswesen der Westfälischen Wilhelms-Universität Münster war. 1997 promovierte er Dr. rer. pol. in Marburg. Bis 2001 war er Referent beim Bundesverband der Deutschen Volksbanken und Raiffeisenbanken (BVR) in Bonn und ab 2001 war er Professor für Allgemeine Betriebswirtschaftslehre an der Hochschule Wismar. Neben seiner Lehrtätigkeit entfaltete Kramer eine umfassende und weit gestreute Publikationstätigkeit.
2012 erlag Kramer einem Krebsleiden.

## Werke (Auswahl)
I. Buchveröffentlichungen - Monographien
- (Zusammen mit Eberhard Dülfer): Schwachstellenanalyse und Frühwarnsysteme bei Genossenschaftsbanken, Marburger Schriften zum Genossenschaftswesen 70, [Vandenhoeck & Ruprecht] Göttingen 1991.
- Frühwarnung im Rahmen von Kontroll- und Überwachungssystemen einer Genossenschaftsbank, Berliner Beiträge zum Genossenschaftswesen 13, [Institut für Genossenschaftswesen an der Humboldt-Universität zu Berlin] Berlin 1993.
- (Zusammen mit Rolf Steding): International Labour Office, Cooperative Branch: Creating a favourable climate and conditions for cooperative development in Central and Eastern Europe, [International Labour Office] Geneva 1996.
- Der Beitrag des Property Rights-Ansatzes zur Erklärung wirtschaftlicher Entwicklung. Hinweise für die Politikgestaltung im Transformationsprozeß, Berliner Beiträge zum Genossenschaftswesen 24, [Institut für Genossenschaftswesen an der Humboldt-Universität zu Berlin] Berlin 1996.
- (Zusammen mit Rolf Steding): Konturen der Genossenschaftsentwicklung in den europäischen Transformationsländern, Berliner Schriften zur Kooperationsforschung/Berlin Cooperative Studies 3, [edition sigma] Berlin 1998.
- Bilanzanalytische Frühwarnung bei Genossenschaftsbanken, Marburger Schriften zum Genossenschaftswesen 86, [Vandenhoeck & Ruprecht] Göttingen 1998.
- Vom Rechnungswesen zum Risikomanagement. Aktuelle Fragestellungen im Controlling, Kooperation & Wettbewerb 1, [Rainer Hampp] München/Mering 2002.
- Gesellschaft, Politik und Wirtschaft in der Verantwortung, 2. Aufl., Lesewerkstatt – Rezensionen 1, [CT Salzwasser] Bremen 2008.
- Das Schirrmacher Minimum. Anmerkungen zu einem Bestseller [Igel] Hamburg 2008.
- (Zusammen mit Robert Schediwy)Minderheiten: Ein tabubelastetes Thema LIT Verlag Münster 2012.

.
II. Zahlreiche Beiträge in referierten/gerankten Zeitschriften, Herausgeberschaften und kleinere Publikationen